# Holliston Coleman
Holliston Coleman (Pasadena, 30 giugno 1992) è un'attrice statunitense.

## Biografia
Il suo nome completo è Holliston Taylor Coleman. È conosciuta al grande pubblico per l'interpretazione della bambina presa in ostaggio da una setta satanica nel film La mossa del diavolo e per il ruolo ricorrente di Hannah nella serie televisiva Medium.

## Vita privata
È la sorella maggiore di Bobby Coleman.

## Filmografia

### Cinema
- Dalla parte del nemico (Supreme Sanction) (1999)
- La mossa del diavolo (Bless the Child) (2000)
- Hard Cash (2002)

### Televisione
- La signora del West (Dr. Quinn, Medicine Woman) - serie TV, episodio 5x22 (1997)
- Ally McBeal - serie TV, episodio 1x04 (1997)
- Baywatch - serie TV, episodio 8x13 (1998)
- Power Rangers Lost Galaxy - serie TV, episodio 1x23 (1999)
- Giudice Amy (Judging Amy) - serie TV, episodio 3x01 (2001)
- E.R. - Medici in prima linea (ER) - serie TV, episodio 8x15 (2002)
- Il tocco di un angelo (Touched by an Angel) - serie TV, episodio 8x17 (2002)
- Law & Order - Unità vittime speciali (Law & Order: Special Victims Unit) - serie TV, episodio 6x07 (2004)
- Private Practice - serie TV, episodio 1x06 (2007)
- Medium - serie TV, 9 episodi (2005-2010)
- Mental - serie TV, episodio 1x09 (2009)

## Doppiatrici italiane
Nelle versioni in italiano delle opere in cui ha recitato, Holliston Coleman è stata doppiata da:
- Veronica Puccio ne La mossa del diavolo
- Gemma Donati in Law & Order: Unità Speciale
- Letizia Ciampa in Private Practice
- Giulia Tarquini in Mental
- Jessica Bologna in Cody il mio amico robot